# Tyla King
Tyla King (amb cognom de soltera Nathan-Wong; Auckland, 1 de juliol de 1994) és una jugadora de rugbi internacional de Nova Zelanda, jugadora de la lliga de rugbi professional i olímpica.
Va jugar al rugbi tàctil, al rugbi tag, al rugbi a 7 i al rugbi a 15 quan era adolescent abans que el 2012. Als 18 anys, va debutar com a jugadora professional de rugbi a 7 quan va ser seleccionada per a l'equip de set de Nova Zelanda. Durant el seu temps amb l'equip, que va ser capitana en diverses ocasions, van guanyar la World Rugby Women's Sevens Series el 2012–13, 2013–14, 2014–15, 2016–17, 2018–19, 2019–20 i 2022–23. Amb ells va guanyar una medalla de plata als Jocs Olímpics d'estiu de 2016 a Rio de Janeiro i medalles d'or consecutives als Jocs Olímpics d'estiu de 2020 a Tòquio i els Jocs Olímpics d'estiu de 2024 a París.
El maig de 2023 va ser alliberada del seu contracte amb New Zealand Rugby per jugar a la lliga de rugbi al club australià St. George Illawarra Dragons a la NRL Women's Premiership. Això la va portar a ser seleccionada l'octubre de 2023 per a l'equip nacional de rugbi femení de Nova Zelanda per a la qual ha jugat tres partits fins ara. Va tornar a l'equip de rugbi femení de set de Nova Zelanda a principis del 2024 i actualment és la màxima anotadora de punts femenins de la història de la sèrie femenina de set.
A més de la lliga de rugbi de tacte, set, quinze i rugbi, King ha representat Nova Zelanda al rugbi tag.

## Vida personal
És de la tribu Ngāpuhi, i també és d'ascendència xinesa i europea.
Després d'acabar la seva educació secundària, va començar a estudiar a la Universitat Tecnològica d'Auckland, però a causa dels seus compromisos esportius, el 2015 va passar a una educació de llarga distància a la Universitat de Massey. Finalment, va poder completar els seus estudis quan el 2023 es va graduar amb una llicenciatura en Esports i Exercici.
Es va casar en una waka amb l'esportista Tupuria King a principis de gener de 2024. El 2019 va guanyar el premi esportiu maorí Te Tai Tokorau.

## Premis i honors
El 2011 va rebre el premi a l'assoliment esportiu maorí i el premi a l'esportista júnior als premis Sport Waitakere Koru. El 2012 i el 2013, va guanyar el premi Junior Māori Sportswoman of the Year i va ser finalista del mateix premi el 2014.
El 2015 i el 2019, va ser nomenada Jugadora de l'Any de Sevens de Nova Zelanda. El 2020, ho va ser a l'esportista a distància de l'any de Massey.
Als premis World Rugby Sevens Series de 2023 al maig de 2023, va ser nomenada membre de l'equip del somni femení de 2023.
Per la seva actuació durant la sèrie Sevens 2022–23, va ser nomenada Jugadora de l'any de World Rugby Women's Sevens l'octubre de 2023.